# Ледовое пиво

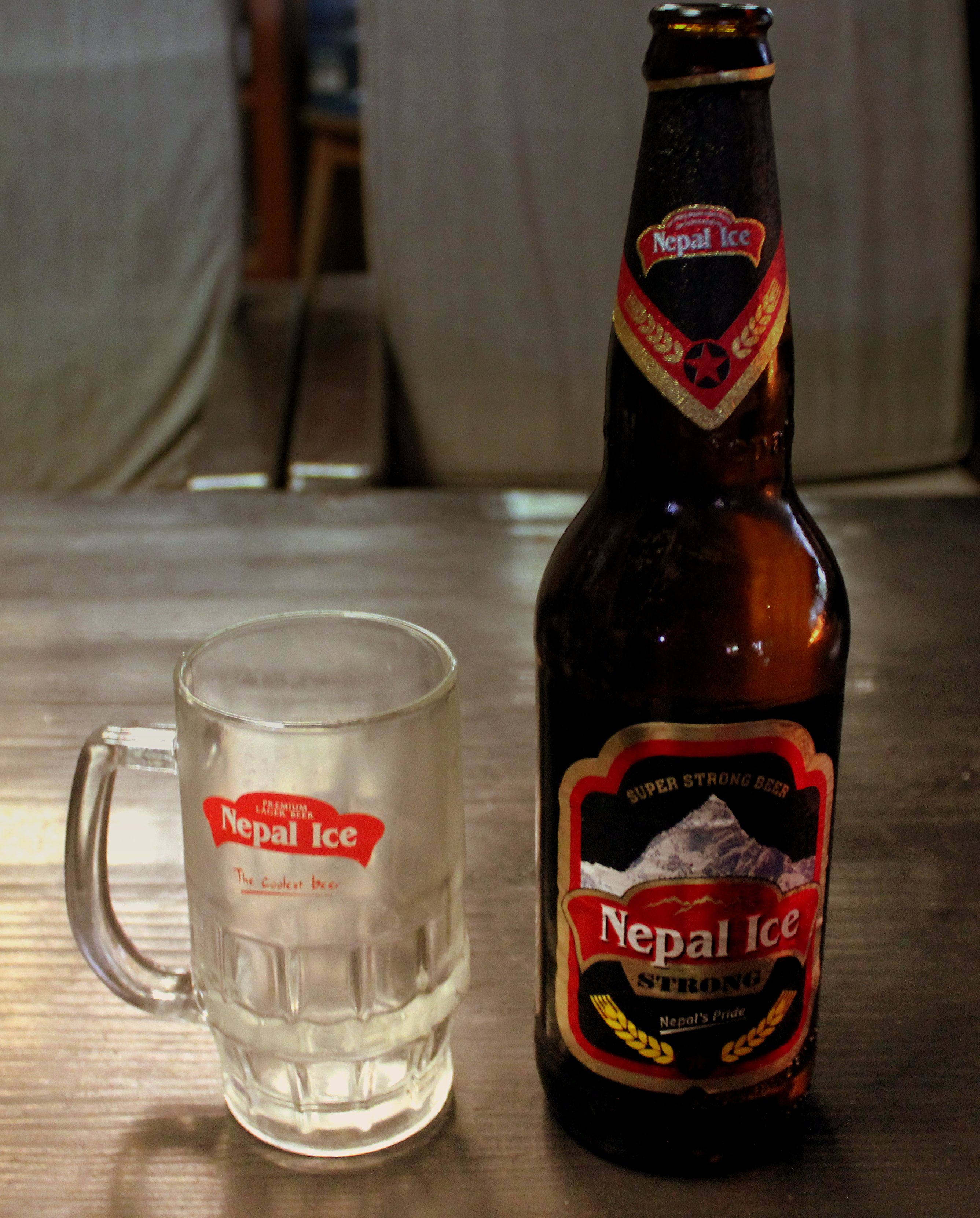

Ледовое пиво, также известное как Айс-бир (англ. Ice beer) — разновидность светлого пива низового брожения (лагеров). Возникло как североамериканский аналог немецкого Айсбока (нем. Eisbock) и обычно отличается от других светлых лагеров повышенным содержанием алкоголя, который достигается вымораживанием влаги. Сейчас — нередко просто маркетинговое название одного из сортов пива в ассортименте того или иного производителя, который необязательно характеризуется повышенной крепостью и необязательно изготавливается с применением технологии вымораживания.

## Технология
Классическая технология производства ледового пива предусматривает охлаждение резервуара с готовым пивом до образования в нём кристаллов льда, после чего лёд удаляется из жидкости механическим способом. Поскольку температура кристаллизации воды выше температуры кристаллизации спирта, то удалённый из напитка лёд не содержит спирта, то есть таким образом его концентрация в пиве повышается.
В отличие от немецкого Айсбока, который изготавливается по аналогичному принципу, однако уже из крепкого пива, и поэтому имеет содержание алкоголя на уровне 10 %, классическое американское ледовое пиво производится из легких лагеров, содержание алкоголя в которых путём вымораживания увеличивается с 4,5-5,0 % до 5,0-6,5 %.

## История
История североамериканского ледового пива началась в апреле 1993 года с выводом на канадский рынок пива Molson Ice местным пивоваренным гигантом Molson. Аналогичный продукт был сразу же предложен основным конкурентом Molson на канадском рынке пива — компанией Labatt, и уже через несколько месяцев доля ледового пива достигла 10 % общих объёмов продаж пива в Канаде. Первое ледовое пиво содержало мало алкоголя — всего 4,4 %, хотя это было всё же больше, чем в традиционном светлом пиве от Molson (3,6 %).
Успех на внутреннем рынке побудил канадских производителей начать экспансию своего ледового пива на соседний рынок США. Учитывая сходство вкусов потребителей пива в Канаде и США, ледовое пиво начало пользоваться спросом и на американском рынке. Вскоре на появление такого спроса отреагировали ведущие пивоваренные компании США, начав выпуск собственных сортов ледового пива.
С развитием процессов глобализации на мировом пивном рынке ледовое пиво начало производиться пивоваренными компаниями за пределами Северной Америки.

## Разновидности
Сейчас ледовое пиво производится многими национальными пивными рынками, хотя наибольшей популярностью продолжает пользоваться в США и Канаде. Причем при маркетинговом продвижении такого пива на североамериканском рынке подчеркивается не повышение крепости пива в процессе вымораживания, а смягчение его вкусовых качеств. В некоторых случаях производители даже возвращают оригинальный уровень содержания алкоголя путём добавления воды к пиву, которое прошло процесс вымораживания.
На других рынках также нередко именно мягкость вкуса определяется главной характерной чертой ледового пива. В частности, при рекламе пока единственного ледового пива, которое производится на Украине, — «Славутич ICE», его производитель, компания Славутич, Carlsberg Group, подчеркивает, что для этого пива характерна именно «особая мягкость во вкусе, без привычной выраженной горечи традиционных сортов». При этом содержание алкоголя в этом напитке не отличается от аналогичного показателя для популярного лагера того же производителя — пива «Славутич Премиум», и составляет 5 %.
В некоторых случаях крепость ледового пива вообще оказывается меньше крепости других лагеров той же торговой марки, в частности, ледовое пиво немецкой торговой марки ''Beck's'' имеет содержание алкоголя на уровне всего 2,5 %. Благодаря смягченному вкусу ледового пива именно этот сорт пива нередко становится основой для создания ароматизированных разновидностей пива, которые предлагаются рынку некоторыми производителями.

### Торговые марки
Типичные торговые марки в этом стиле: Molson Ice Beer, Labatt Ice Beer (Канада), Colt Ice Beer, Mountain Brew Beer Ice, National Bohemian Ice Beer, Pennsylvania Style Ice Premium Beer, Genesee Ice Beer (США), Saku on ICE, Grønland Ice Cap Beer Ice Fjord Lager (Эстония), Premium Ice Beer (Индия).